# Necropoli di Tarquinia

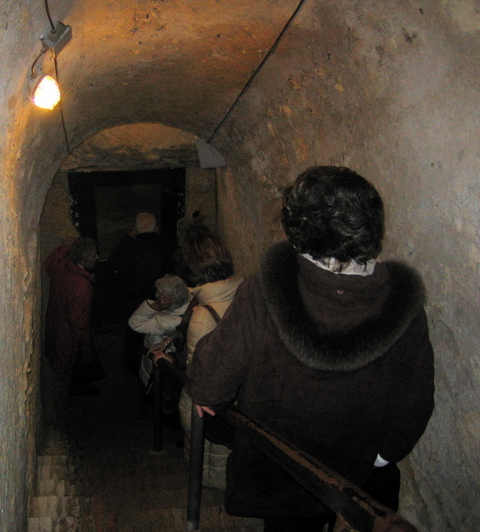
Scala d'ingresso ad una tomba

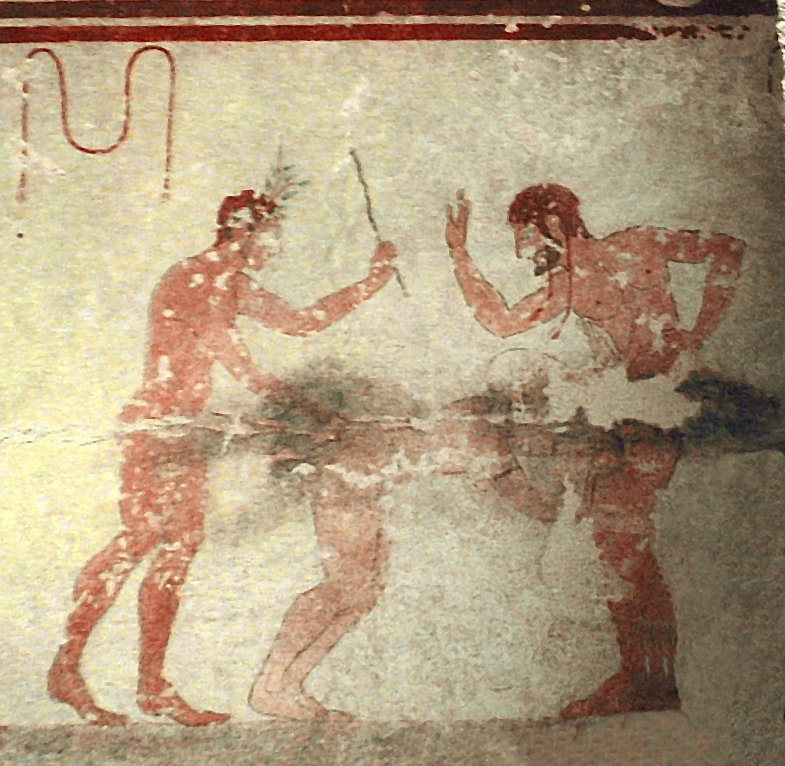
Tomba della Fustigazione

Le Necropoli di Tarquinia sono una serie di necropoli afferenti la città etrusca di Tarchuna, la moderna Tarquinia, le più note delle quali sono la necropoli dei Monterozzi, la necropoli del Calvario, la Necropoli della Doganaccia, la Necropoli San Savino, la Necropoli ara della Regina, la Necropoli dell'infernaccio    e la necropoli del fondo Scataglini.

## Descrizione
A Tarquinia, un elemento di eccezionale interesse archeologico è costituito dalle vaste necropoli, la pù nota delle quali è la necropoli dei Monterozzi, che racchiudono un gran numero di tombe a tumulo con camere scavate nella roccia, nelle quali è conservata una straordinaria serie di affreschi, che rappresentano il più cospicuo nucleo pittorico a noi giunto di arte etrusca e al tempo stesso il più ampio documento di tutta la pittura antica prima dell'età imperiale romana. Le camere funerarie, modellate sugli interni delle abitazioni, presentano le pareti decorate a fresco su un leggero strato di intonaco, con scene di carattere magico-religioso raffiguranti banchetti funebri, danzatori, suonatori di aulós, giocoleria, paesaggi, in cui è impresso un movimento animato e armonioso, ritratto con colori intensi e vivaci. Dopo il V secolo a.C. figure di demoni e divinità si affiancano agli episodi di commiato, nell'accentuarsi del mostruoso e del patetico.
Tra i sepolcri più interessanti si annoverano le tombe che vengono denominate del Guerriero, della Caccia e della Pesca, delle leonesse, degli Auguri, dei Giocolieri, dei Leopardi, dei Festoni, del Barone, dell'Orco e degli Scudi. Parte degli affreschi, staccati da alcune tombe allo scopo di preservarli (tomba delle Bighe, del Triclinio, del Letto Funebre e della Nave), sono custoditi nel Museo nazionale Tarquiniense; altri sono visibili direttamente sulla parete su cui furono realizzati, restituendoci la conoscenza della scomparsa pittura greca, cui sono legati da vincoli di affinità e dipendenza.
Di minor livello artistico appare la scultura in pietra, presente in rilievi su lastre o nella figura del defunto giacente sul sarcofago; notevole tra gli altri il sarcofago calcareo della tomba dei Partunu, opera di pregevole fattura, databile a età ellenistica; tra le decorazioni fittili, un frammento ad alto rilievo, proveniente dal frontone dell'Ara della Regina, è conservato nel Museo nazionale tarquiniense, ove è raccolta tra l'altro un'importante serie di reperti ceramici, bronzi laminati, rilievi e terrecotte provenienti dalla zona, databili dal periodo geometrico al tardo-etrusco.
Il sito archeologico dal 1995 è un sito di importanza comunitaria. Le necropoli fanno parte del gruppo di necropoli etrusche di Cerveteri e Tarquinia, dichiarato patrimonio dell'umanità UNESCO dal 2004.